# Ctenichneumon tristator
Ctenichneumon tristator är en stekelart som först beskrevs av Heinrich Habermehl 1920.
Ctenichneumon tristator ingår i släktet Ctenichneumon och familjen brokparasitsteklar. Inga underarter finns listade i Catalogue of Life.